# 中島美華
中島美華（なかじま みか、1973年1月10日 - ）は、日本の女性タレント、ラジオパーソナリティ、リポーター、歌手。青森県八戸市出身（北海道生まれ）。通称ならびに別名義は「みかちゃん」。
主に八戸市を中心とした青森県南地方で、青森放送（RAB）のテレビ・ラジオリポーター、司会、ナレーターなどとして活動している。
また、「なかじまみか」名義でフォルクローレ（南米の民俗音楽）歌手としても活動しており、青森県内各地で定期的にコンサートを開いている。

## 来歴
- 1973年北海道札幌市に生まれる。幼少のうちに、青森県八戸市に移住。
- 八戸市立根城小学校、八戸市立根城中学校、青森県立八戸北高等学校卒業（26回生）。高校時代は演劇部に所属しており、全国高等学校演劇大会で日本一を経験した[1]。
- 岩手大学人文社会学部卒業後、4年間の会社員を経て[1]、八戸市を中心にリポーターなどの活動を始める。
- 2005年、ラジオ番組から誕生したユニット トリオ★ザ★ポンチョスのメンバー（「みかちゃん」名義）として、八戸市の郷土料理せんべい汁の促進ソングである『好きだDear!せんべい汁』にてインディーズデビュー。
- 2006年、同ユニットで、『好きだDear!八戸せんべい汁』とタイトル変更の上、メジャーデビューを果たす。
- 2022年4月から1年間、東京の大学で学ぶ為、同年3月末をもって、パーソナリティ活動を休止する。

## 出演

### テレビ
- ニュートンのりんご
- 県南グルメ特集
- @なまてれ - 八戸リポーター（終了）

### ラジオ
RAB青森放送

#### 現在
- ふれあい八戸土曜スタジオ - メインパーソナリティ（2022年4月2日 - 2023年3月25日までは、出演休止。）
- なかじまみか ことの葉がたり（2023年4月2日 - 、パーソナリティ活動再開後の最初の担当番組となる）

#### 過去
- うっちゃん・みかちゃんの県南おもしろ事件簿 - メインパーソナリティ（1999年10月3日 - 、「みかちゃん」名義）
- サタデー夢ラジオ - ラジオカーリポーター（八戸エリア担当、終了）
- 十日市秀悦のサタデー横丁 - ラジオカーリポーター（八戸エリア担当、2012年10月6日 - 2022年3月26日）
- 麻生しおりの土曜はキュン - ラジオカーリポーター（八戸エリア担当、2014年10月4日 - 2022年3月26日）
- みかの御当地グルめぐり! - メインパーソナリティ
- 魅力満載!「下北ジオパーク」みか散歩
  - 2022年4月から1年間、東京の大学に進学するのに伴い、月一での出演が予定されている「ふれあい八戸土曜スタジオ」と1年の休止期間が設けられた「うっちゃん・みかちゃんの県南おもしろ事件簿」以外の全ての番組出演を2022年3月末をもって終了した。

ビーエフエム
- こんばんわ・ほろ酔い狸です（終了）
- 55エレキテル（終了）
- 安兵衛のかってにRADIO（終了）
- ゴールデンエイジズ